# Sally Amaki
Sally Amaki(jap.天城サリー) je američka pjevačica i glasovna glumica. Oba roditelja su joj Japanci koji su emigrirali u Los Angeles, gdje se i rodila.
Članica je glasovne idolske grupe 22/7 koja je debitirala 2017. godine. Pobornica za prava LGBT-osoba

## Vanjske poveznice
- 22/7　Službeni profil  Arhivirana inačica izvorne stranice od 25. veljače 2019. (Wayback Machine)
- Sally Amaki Twitter račun
- Sally Amaki Instagram račun